# Имя числительное
Имя числительное — самостоятельная часть речи, которая обозначает число, количество и порядок предметов. Отвечает на вопросы: сколько? который?
Числительные делятся на четыре лексико-грамматических разряда:
количественные (два, пятьдесят, двести, триста пятьдесят один) и
собирательные (оба, двое, пятеро) — отвечают на вопрос сколько?,
порядковые — отвечают на вопрос который? (первый, второй, сотый),
дробные (одна пятая, три целых, две седьмых).
В состав количественных числительных входят определённо-количественные и неопределённо-количественные числительные. Первые обозначают определённое число единиц (два, четыре, пятнадцать, полтораста, двести),
вторые — неопределённое число единиц; к ним относятся слова мало, немало, много, немного, а также местоименные числительные несколько, сколько, сколько-нибудь, сколько-то, столько.

## Количественное числительное
Количественное числительное — числительное, которое отвечает на вопрос «сколько?», «скольким?», «скольких?» и т. п.
Количественным числительным присущи два значения.
1. Как определённо-количественные, так и неопределённо-количественные числительные имеют количественно-числовое значение, представленное двумя частными значениями
  - количественным (количество как признак предмета: пять голов, три стула, десять дней, несколько лет) и
  - числовым (отвлечённое количество, или число: четыре делится на два без остатка, трижды десять — тридцать; несколько — это не всякое неопределённое количество: это может быть три, пять, десять, вообще немного; устная речь).
2. Только определённо-количественные числительные имеют счётно-порядковое значение: они называют порядковое место предмета, который при остановке счёта оказывается последним в ряду однородных: дом три (дом, третий в ряду домов, при остановке счёта, ограниченном количеством трёх); вагон восемь, место тридцать пять (место, последнее в ряду, при остановке счёта, ограниченном 35 местами).

### Правописание количественных числительных в русском языке
- Простые (состоят из одной основы) например: «один» (1), «два» (2), «три» (3), «восемнадцать» (18) и так далее.

Числительные 11—20, 30 являются простыми по составу. В них содержится одна корневая морфема: например: восем—надцать_ — корень/суффикс/окончание нулевое.
- Сложные (состоящие из двух основ) количественные числительные пишутся слитно, например: «восемьдесят» (80), «восемьсот» (800).
- Составные (состоящие из нескольких слов) количественные числительные пишутся раздельно: «восемьдесят восемь тысяч восемьсот восемьдесят восемь» (88 888).

Правописание числительных
1. У числительных с пяти по двадцать, а также «тридцать», мягкий знак пишется на конце, а у числительных с «пятьдесят» по «восемьдесят» и с «пятьсот» по «девятьсот» — в середине слова.
2. Числительные «девяносто» и «сто» имеют окончание О в именительном и винительном падежах, а в остальных падежах — окончание А. («истратить сто рублей», «не хватает ста рублей»). Числительное «сорок» в именительном и винительном падежах имеет нулевое окончание, а в остальных падежах — окончание А. («ему нет и сорока лет»). В именительном и винительном падежах числительное «двести» имеет окончание И, а числительные «триста» и «четыреста» — окончание А («существует уже триста лет»).
3. Сложные числительные (и количественные, и порядковые), состоящие из двух основ, пишутся слитно («девятьсот», «девятисотый»).
4. Составные числительные пишутся раздельно, имея столько слов, сколько в числе значащих цифр, не считая нулей («пятьсот двадцать три», «пятьсот двадцать третий»). Однако порядковые числительные, оканчивающиеся на «-тысячный», «-миллионный», «-миллиардный», пишутся слитно («стотысячный», «двухсоттридцатимиллиардный»).
5. Дробные числительные пишутся раздельно («три пятых», «три целых (и) одна вторая»), но числительные «двухсполовинный», «трёхсполовинный», «четырёхсполовинный» пишутся слитно. Числительные «полтора» и «полтораста» имеют лишь две падежные формы: «полтора» («полторы» в женском роде), «полтораста» для именительного и винительного падежа и «полутора», «полутораста» для всех остальных падежей без родовых различий.
6. В составных количественных числительных склоняются все образующие их слова («двести пятьдесят шесть» — «двухсот пятидесяти шести», «двумястами пятьюдесятью шестью»), при склонении дробных числительных также изменяются обе части («три пятых» — «трёх пятых» — «трём пятым» — «тремя пятыми» — «о трёх пятых»).
7. Но при склонении составного порядкового числительного изменяется только окончание последней составной части («двести пятьдесят шестой» — «двести пятьдесят шестого» — «двести пятьдесят шестым»).
8. Слово «тысяча» склоняется как существительное женского рода на -а; слова «миллион» и «миллиард» склоняются как существительные мужского рода с основой на согласный.
9. Обратите внимание: числительные «оба» (мужской и средний род) и «обе» (женский род) склоняются по-разному: у числительного «оба» основой для склонения является «обои-» («обоих», «обоим», «обоими»), а у числительного «обе» — основа «обеи-» («обеих», «обеим», «обеими»).
10. Обратите внимание: при смешанном числе существительным управляет дробь, и оно употребляется в родительном падеже единственного числа: {\displaystyle 1{\frac {2}{3}}} м («одна целая и две третьих метра»).

## Другие виды числительных
- Порядковое числительное: первый, второй, третий и т. д.
- Собирательное числительное: числительное, которое обозначает несколько предметов как одно целое. Например: двое друзей, четверо малышей и т. п.[1]
- Мультипликативное числительное: одиночный, двойной, тройной, четырёхкратный и т. д.[2]
- Счётное числительное: единичный, двоичный, шестнадцатеричный и т. д.[3]
- Дистрибутивное (распределительное) числительное: по одному, по двое, по трое и т. д.
- Дробное числительное — числительное, обозначающее дробь: три пятых, шесть сотых и т. д.
- Неопределённо-количественное числительное: мало, много, немало, немного, столько, сколько, несколько.

## Склонение имён числительных
В русском языке при склонении количественных имен числительных изменяются все слова и все части сложных слов, а при склонении порядковых — только последнее слово: пятьсот шестнадцать — пятьюстами шестнадцатью — пятьсот шестнадцатый.
| Падеж        | 1                | 2              | 5     | 40     | 50           | 100 | 1000    | 300        | оба (обе)                     |
| ------------ | ---------------- | -------------- | ----- | ------ | ------------ | --- | ------- | ---------- | ----------------------------- |
| Именительный | один (первый)    | два (двое)     | пять  | сорок  | пятьдесят    | сто | тысяча  | триста     | оба (обе)                     |
| Родительный  | одного (первого) | двух           | пяти  | сорока | пятидесяти   | ста | тысячи  | трёхсот    | обоих (обеих)                 |
| Дательный    | одному (первому) | двум           | пяти  | сорокa | пятидесяти   | стa | тысяче  | трёмстам   | обоим (обеим)                 |
| Винительный  | одного (первого) | два (двоих)    | пять  | сорок  | пятьдесят    | сто | тысячу  | триста     | оба или обоих (обе или обеих) |
| Творительный | одним (первым)   | двумя (двоими) | пятью | сорока | пятьюдесятью | ста | тысячей | тремястами | обоими (обеими)               |
| Предложный   | одном (первом)   | двух (двоих)   | пяти  | сорока | пятидесяти   | ста | тысяче  | трёхстах   | (об) обоих (обеих)            |

Родительный падеж числительных двести, триста и т. д.: двухсот, трёхсот и т. д. (не «двухста», не «трёхста» и т. д.).